# 庫里亞爾查爾烏帕齊拉
庫里亞爾查爾乌帕齐拉是孟加拉国吉紹爾甘傑縣的一个乌帕齐拉，位於達卡专区的吉紹爾甘傑縣。。

## 人口
據1991年孟加拉國人口普查，庫里亞爾查爾共有戶數26,143戶，人口133327人。其中男性佔比50.61%，女性佔比49.39%；成年人口67,006人。該地7歲以上人口之平均識字率為21.6%，低於全國平均值（32.4%）。